# Platythyrea
Platythyrea – rodzaj mrówek z podrodziny Ponerinae.
Po rewizji podrodziny przeprowadzonej przez Schmidta i Shattucka z 2014 roku rodzaj ten jest jedynym z monotypowego plemienia Platythyreini. Mrówki te wyróżniają się m.in. trójkątnymi żuwaczkami i dwuczłonowymi stopami wszystkich odnóży.
Należą tu gatunki:

- Platythyrea angusta Forel, 1901
- Platythyrea arnoldi Forel, 1913
- Platythyrea arthuri Forel, 1910
- Platythyrea bicuspis Emery, 1899
- Platythyrea bidentata Brown, 1975
- Platythyrea brevidentata Wheeler, 1922
- Platythyrea brunnipes (Clark, 1938)
- Platythyrea clypeata Forel, 1911
- Platythyrea conradti Emery, 1899
- Platythyrea cooperi Arnold, 1915
- Platythyrea cribrinodis (Gerstäcker, 1859)
- Platythyrea crucheti Santschi, 1911
- †Platythyrea dentata Lattke, 2003
- Platythyrea dentinodis (Clark, 1930)
- †Platythyrea dlusskyi Aria, Perrichot & Nel, 2011
- Platythyrea exigua Kempf, 1964
- Platythyrea frontalis Emery, 1899
- Platythyrea gracillima Wheeler, 1922
- Platythyrea inermis Forel, 1910
- Platythyrea lamellosa (Roger, 1860)
- Platythyrea lenca De Andrade, 2004
- Platythyrea matopoensis Arnold, 1915
- Platythyrea micans (Clark, 1930)
- Platythyrea mocquerysi Emery, 1899
- Platythyrea modesta Emery, 1899
- Platythyrea nicobarensis Forel, 1905
- Platythyrea occidentalis André, 1890
- Platythyrea parallela (Smith, 1859)
- Platythyrea pilosula (Smith, 1858)
- †Platythyrea primaeva Wheeler, 1915
- Platythyrea prizo Kugler, 1977
- †Platythyrea procera Lattke, 2003
- †Platythyrea pumilio De Andrade, 2004
- Platythyrea punctata (Smith, 1858)
- Platythyrea quadridenta Donisthorpe, 1941
- Platythyrea sagei Forel, 1900
- †Platythyrea scalpra Lattke, 2003
- Platythyrea schultzei Forel, 1910
- Platythyrea sinuata (Roger, 1860)
- Platythyrea strenua Wheeler & Mann, 1914
- Platythyrea tenuis Emery, 1899
- Platythyrea tricuspidata Emery, 1900
- Platythyrea turneri Forel, 1895
- Platythyrea viehmeyeri Santschi, 1914
- Platythyrea zodion Brown, 1975